# Kirsten Bolm
Kirsten Bolm (* 4. März 1975 in Frechen) ist eine ehemalige deutsche Leichtathletin, die auf den 100-Meter-Hürdenlauf spezialisiert war.

## Leben
Bolm wuchs in Scheeßel auf, wo sie seit 1985 dem TV Scheeßel angehörte. 1991 gewann sie ihre ersten nationalen Titel, als sie über die Hürden und im Weitsprung Jugendmeisterin wurde. Im Jahr darauf wurde sie über die Hürden Fünfte bei den Juniorenweltmeisterschaften in Seoul. 1994 gewann Bolm Gold bei den Juniorenweltmeisterschaften in Lissabon, außerdem erreichte sie Platz fünf im Weitsprung.
Im Erwachsenenbereich wurde Bolm 1999 Deutsche Vizemeisterin und qualifizierte sich für die Weltmeisterschaften in Sevilla, wo sie im Zwischenlauf ausschied. Im Jahr darauf wurde sie zum ersten Mal Deutsche Meisterin. 2001 wechselte sie zum LT DSHS Köln. Sie konnte den nationalen Meistertitel verteidigen und nahm an den Weltmeisterschaften in Edmonton teil. Bei den Halleneuropameisterschaften 2002 in Wien gewann sie über 60 Meter Hürden die Silbermedaille. Bei den Europameisterschaften in München schied sie im Vorlauf aus.
Ab 2003 startete Bolm für die MTG Mannheim und trainierte bei Rüdiger Harksen. 2004 nahm sie an den Olympischen Spielen in Athen teil und erreichte dort den Zwischenlauf. Im Jahr darauf gewann sie Bronze bei den Halleneuropameisterschaften in Madrid. Am 22. Juli 2005 lief sie in London mit 12,59 s die schnellste Zeit einer deutschen Hürdenläuferin seit 18 Jahren. Kurz darauf kam sie auf Platz vier bei den Weltmeisterschaften in Helsinki.
In Moskau kam Bolm bei den Hallenweltmeisterschaften 2006 auf Platz fünf. Im Freien wurde sie zum sechsten Mal Deutsche Meisterin. Bei den Europameisterschaften in Göteborg wurde Bolm zunächst hinter der zeitgleichen Irin Derval O’Rourke die Bronzemedaille zugesprochen, nach erfolgreichem Protest des DLV erhielt dann auch sie die Silbermedaille. 2007 gewann sie bei den Halleneuropameisterschaften in Birmingham Bronze. Nachdem sie sich wegen einer Verletzung nicht für die Olympischen Spiele in Peking qualifizieren konnte, beendete sie 2008 ihre aktive Laufbahn.
Bolm hatte bei einer Größe von 1,81 m ein Wettkampfgewicht von 69 kg. Sie studierte von 1997 bis 2001 an der Brigham Young University in den Vereinigten Staaten und wurde Bachelor of Science (Psychology). Ihr Studium der Psychologie an der Universität Heidelberg schloss sie 2009 mit dem Diplom ab.

## Erfolge bei internationalen Höhepunkten
- Juniorenweltmeisterschaften 1994: Gold (13,26 s)
- Universiade 1999: Bronze mit der 4-mal-100-Meter-Staffel
- Olympische Spiele 2004: Erreichen des Halbfinals
- Weltmeisterschaften 2005: Platz 4 (12,82 s)
- Hallenweltmeisterschaften 2006: Platz 5 über 60 m Hürden (7,93 s)
- Europameisterschaften 2006: Silber (12,72 s)
- Halleneuropameisterschaften 2002, 2005 und 2007: 1 × Silber, 2 × Bronze

## Deutsche Meistertitel
- 100 Meter Hürden: 2000, 2001, 2002, 2004, 2005, 2006
- 60 Meter Hürden (Halle): 2002, 2005, 2006, 2007